# 콘스탄틴 실베스트리

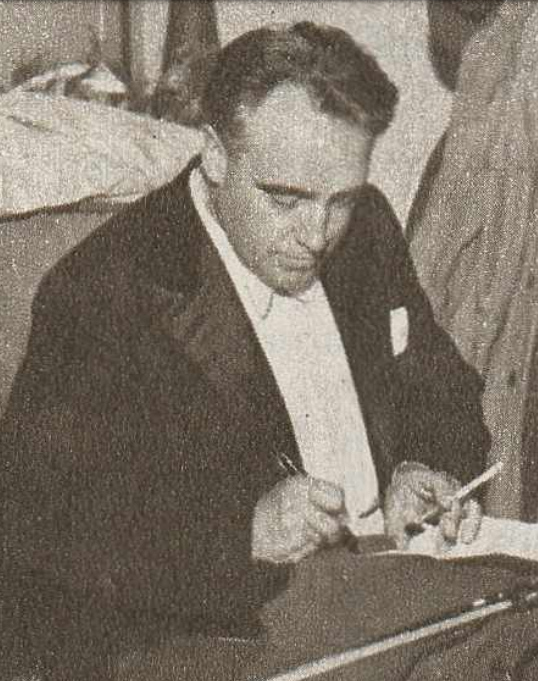

콘스탄틴 실베스트리(Constantin-Nicolae Silvestri, 1913년 5월 31일 ~ 1969년 2월 23일)는 루마니아의 대표적 지휘자의 한 사람이자 작곡가이다. 동유럽에서의 활약이 중심이지만, 서유럽 기타 각지로도 객연의 발자취를 남기고 있다. 개성이 강한 지휘를 하였다.
실베스트리는 자신의 1930년 루마니아 내셔널 라디오 오케스트라의 성공을 통해 지휘 분야로 경력을 쌓아나가게 되었다. 1935년부터 루마니아 내셔널 오페라를 지휘했다. 또, 6년 간 부쿠레슈티 필하모닉 오케스트라를 감독하였다.